# Alberto Insúa
Alberto Álvarez-Insúa y Escobar, nacido Alberto Galt y Escobar (La Habana, 23 de noviembre de 1883-Madrid, 8 de noviembre de 1963), fue un prolífico escritor y periodista español, adscribible al novecentismo o generación del 14, según José Luis Abellán. Fue hijo del escritor Waldo A. Insúa, hermano de la escritora Sara Insúa, padre de la poetisa Sara Insúa de Palacios y abuelo del escritor Alberto Sánchez Álvarez-Insúa.

## Biografía
Nacido Alberto Galt y Escobar, como hijo póstumo paterno, el 23 de noviembre de 1883 en La Habana, Cuba. Su padre fue el estadounidense Mateo Galt, y su madre, Sara Escobar de Cisneros, emparentada con el cardenal Cisneros pertenecía a una familia aristrocrática asentada en Camagüey. Fue adoptado por su padrastro, el gallego Waldo Álvarez Insua (alias Waldo A. Insua), de quien tomaría los apellidos tanto legal como literariamente. Su padre adoptivo era un emigrante gallego (A Estrada, Pontevedra), que pasó veinte años en Cuba, donde había fundado y dirigido en La Habana El Eco de Galicia, fundado el Centro Gallego en esta misma ciudad y escrito varios libros. De él heredó la vocación literaria y se convirtió en un importante novelista y dramaturgo (escribió en especial varias comedias y dramas con su coterráneo y pariente, el diplomático Alfonso Hernández-Catá).

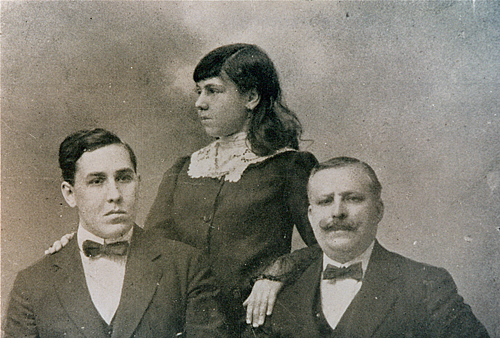
Alberto Insúa con su hermana y su padre adoptivo, Waldo A. Insúa

Tenía trece años cuando su familia se marcha definitivamente de Cuba a La Coruña a causa de la guerra contra los Estados Unidos en 1898. En Madrid estudia Derecho y allí inicia también su carrera periodística. Colaboró en varios periódicos españoles: El País, El Imparcial, Blanco y Negro, La Esfera y Nuevo Mundo, y en la I Guerra Mundial fue corresponsal de ABC en París y luego de La Correspondencia de España, donde había residido durante diez años con anterioridad; allí escribió la novela De un mundo a otro (1916) y se declaró aliadófilo. De 1905 a 1955 publica centenares de artículos periodísticos y literarios y una cincuentena de novelas, así como novelas cortas y relatos en la colección El Cuento Semanal. 
En 1906 se casó en Madrid con la cubana América Pérez de Villavicencio y Sierra, hija del acaudalado indiano nacido en Ortigueira (La Coruña), Manuel Pérez Orosa, lo que le permitió una vida muelle y diletante, como el mismo reconoció: "«Al comienzo del año 1907 habían cambiado las condiciones de mi vida» tras lo cual fundó la Editorial Pérez Villavicencio y fue miembro del Ateneo de Madrid y de la Sociedad de Cursos y Conferencias de la Residencia de Estudiantes. También fue asiduo contertulio de cafés. En 1914 siendo corresponsal en París del ABC, conoció a Eugenia Gabriela Sagot Lemanceau, con la que compartió el resto de su vida, abandonando a su mujer y a sus tres hijos pequeños.
Desempeñó en el seno del partido de Alejandro Lerroux el cargo de gobernador civil en Málaga (1933-1935) y después en Álava. Tras exiliarse en Buenos Aires de 1937 a 1949, regresó a España, donde murió en Madrid el 8 de noviembre de 1963.

## Obra

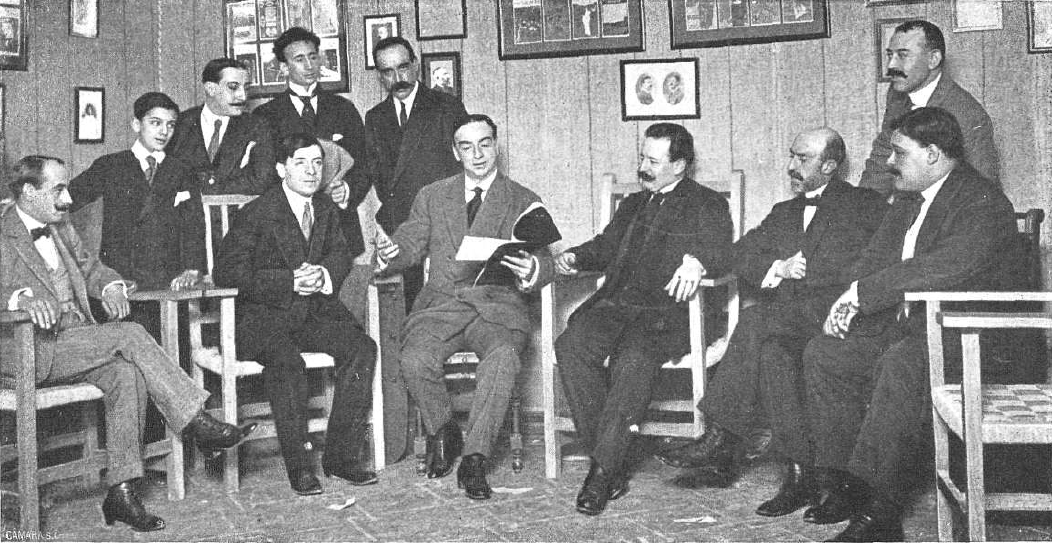
Insúa (a la derecha) asistiendo a una lectura literaria

El escritor adoptó el nombre literario de Alberto Insúa; la acentuación en su apellido, como reconoció en una entrevista para La Voz de Galicia, la adoptó por recomendación «al iniciar mi carrera literaria, mi maestra, la condesa de Pardo Bazán», por parecerle más eufónico. Por ello es un error usar esa tilde en el apellido del padre, muy común en Galicia, que nunca usó. 

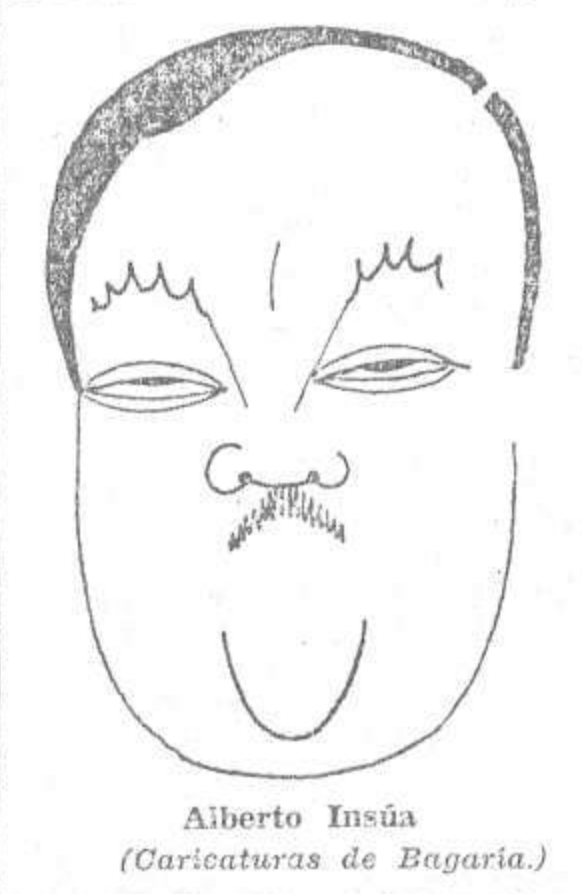
Caricaturizado por Bagaría en El Sol (1929)

Su primer éxito literario lo obtuvo con la novela erótica La mujer fácil (1909), obra de la que renegaría avergonzado tiempo después, como cuenta en sus memorias ("es una conversación de tenorios madrileños en un rincón de Fornos, del antiguo Fornos. Y nada más, desgraciadamente"), de forma que se dedicó a cultivar una narrativa de mayor exigencia formal y ética. 
En su producción destacan El negro que tenía el alma blanca (1922), tal vez su obra más famosa, traducida a muchos idiomas, y con al menos tres versiones cinematográficas, una realizada en España en 1927 por Raimundo de Sarka, con Concha Piquer, una segunda versión interpretada por Marino Barreto y Antonia Colomé realizada en 1934 y una tercera en 1951 interpretada por Hugo del Carril. También tuvo éxito su novela Las flechas del amor (1912); estas dos novelas suyas fueron traducidas al francés, italiano, alemán, sueco y portugués. Escribió también Humo, dolor, placer (1928), La mujer, el torero y el toro (1926), El amante invisible (1930), El barco embrujado (1929), Un corazón burlado (1953) y Nieves en Buenos Aires (1955). En Ha llegado el día hay notas de actualidad de los episodios ocurridos al advenimiento de la República en España. También escribió obras para la escena: En familia (1914) y La culpa ajena (1916) y, en colaboración con Borrás, Una mano suave. Sus Memorias: mi tiempo y yo en tres volúmenes (1952,1953 y 1959) son un modelo de escritura y elegancia, y documentalmente muy importantes para historiar la vida intelectual y anecdótica de entonces.
En un artículo titulado  “Ramón y Cajal: un espíritu angélico”, publicado en el diario ABC el 18 de octubre de 1963 (inmediato a un aniversario de la muerte del sabio), Insúa recuerda la forma, lugar y momento en los que conoció al ya senecto Santiago Ramón y Cajal, sentados ambos, siempre en silencio y a una cierta distancia, en los salones del Círculo de Bellas Artes de Madrid, respetándose mutuamente la circunspección durante un tiempo, y la afable relación de amistad que desde entonces se estableció entre ellos.

## Bibliografía

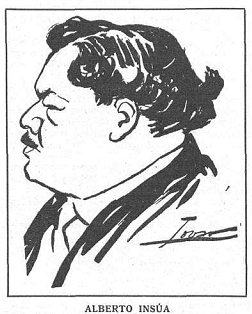
Caricatura de Insúa en Mundo Gráfico, de Tovar, 1912.

### Novelas
- Historia de un escéptico. En tierra de santos, 1907.
- Historia de un escéptico. La hora trágica, 1908.
- Historia de un escéptico. El triunfo, 1909.
- La mujer fácil, 1909.
- Las neuróticas, 1910.
- La mujer desconocida, 1911.
- El demonio de la voluptuosidad, 1911.
- Las flechas del amor, 1912.
- Los hombres. Mary los descubre, 1913; Mary los perdona, 1913.
- El peligro, 1915.
- De un mundo a otro. Novela de la guerra, 1916.
- Las fronteras de la pasión, 1920.
- La batalla sentimental, 1921.
- Un corazón burlado, 1921.
- El negro que tenía el alma blanca, 1922.
- La mujer que necesita amar, 1923.
- La mujer que agotó el amor, 1924.
- Un enemigo del matrimonio, 1925.
- Dos francesas y un español, 1925.
- La mujer, el torero y el toro, 1926.
- La virgen y la fiera, 1927.
- El secreto de Cristina, 1928.
- Marte interrumpe el amor, 1928.
- La dama misteriosa, 1928.
- Humo, dolor, placer, 1928.
- El barco embrujado, 1929.
- El amante invisible, 1930.
- El amor en dos tiempos, 1931.
- Ha llegado el día, 1932.
- La diosa número 2 (en colaboración con Alfonso Hernández Catá, José Francés y Concha Espina. Cada uno de estos autores escribió uno de sus cuatro capítulos), 1931.
- El complejo de Edipo, 1933.
- La sombra de Peter Wald. Segunda parte de El negro que tenía el alma blanca, 1938.
- Nieves en Buenos Aires, 1955.

### Novelas cortas
- Las señoritas, 1907.
- Amor prohibido, 1909.
- Cómo cambia el amor, 1909.
- El crimen de la calle de…, 1909.
- La camarera del Bar Inglés, 1910.
- Amores primaverales, 1911.
- El padre y el hijo, 1911.

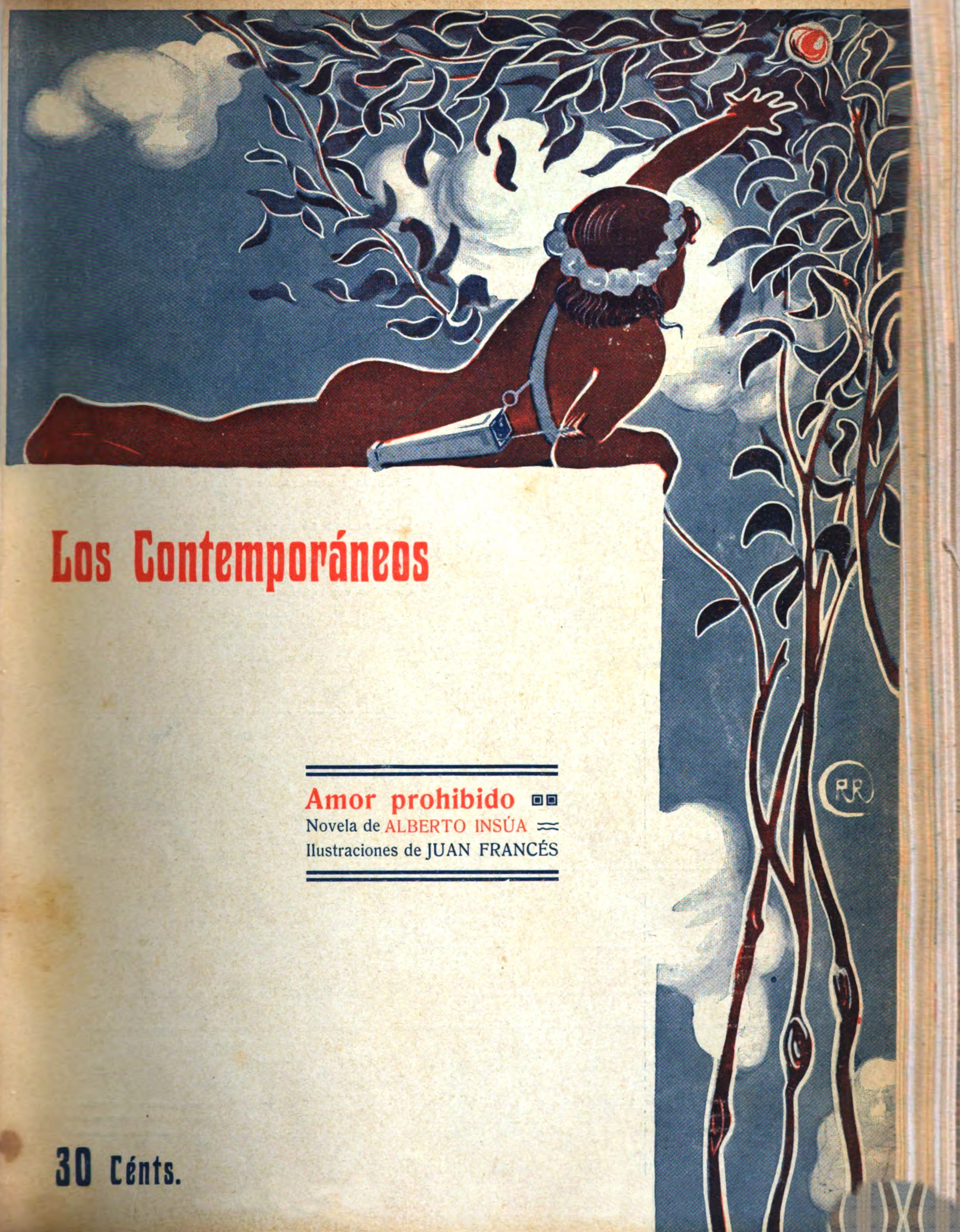
Amor prohibido (n.º 4 de Los Contemporáneos, 1909)

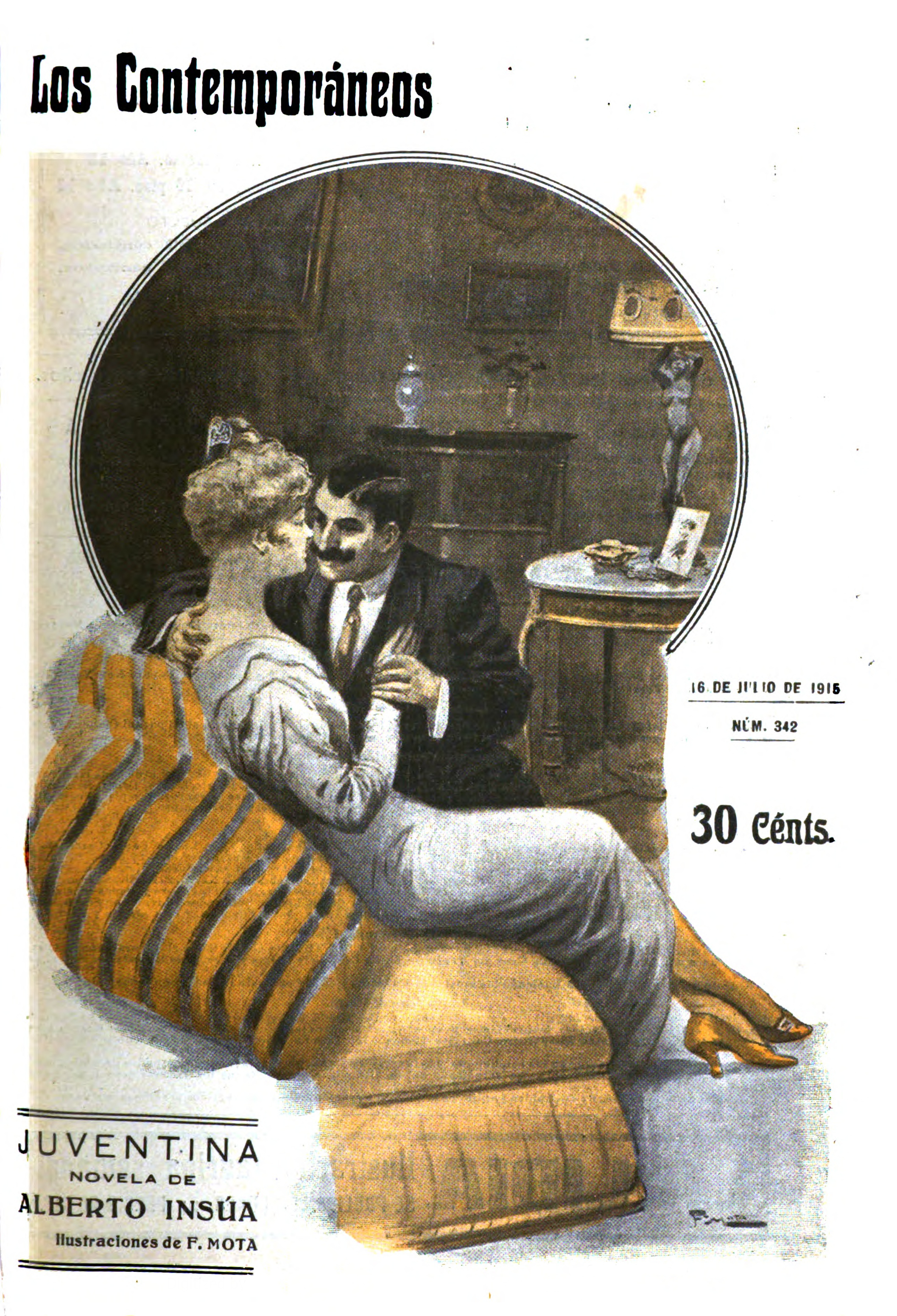
Juventina (n.º 342 de Los Contemporáneos, 1915)

- El alma y el cuerpo de Don Juan, 1912.
- Aguas termales, 1912.
- Tres líneas de «Matin», 1913.
- En memoria de Víctor Bruzón, 1913.
- El rival, 1914.
- El cordero-lobo, 1915.
- Juventina, 1915.
- Marichu, 1915.
- Espejismo, 1916.
- La madrina. Tragicomedia, 1916.
- Los hombres (Mary los descubre), versión abreviada, 1916.
- Los hombres (Mary los perdona), versión abreviada, 1916.
- La agonía de Don Juan, 1919.
- Maravilla, 1920.
- Las alas rotas, 1920.
- Los filántropos, 1920.
- Las cigarras, 1921.
- La hiel, 1921.
- Memorias de un asesino genial, 1921.
- Hebes del arroyo, 1921.
- Una aventura termal, 1922.
- El hijo golfo, 1922.
- La mujer y la muñeca, 1922.
- Mi tía Manolita, 1922.
- El manuscrito del Padre Clarencio, 1922.
- Un idilio de quince días, 1922.
- El regalo de la muerte, 1923.
- El mejor de los tres, 1923.
- Un asesino impecable, 1924.
- La caricia de los brillantes, 1924.
- La sangre triunfante, 1924.
- Felicidad, 1924.
- La locura del Rolls, 1924.
- Las doce aventuras del año, 1924.
- Las dos manos del amor, 1925.
- El hijo postizo, 1925.
- Una historia francamente inmoral, 1926.
- El reflejo de Caín, 1926.
- Olga, la revolucionaria, 1926.
- La liga, 1926.
- En el alegre Madrid de 1905, 1926.
- La señorita y el obrero o un «flirt» en la verbena de San Antonio, 1926.
- Mademoiselle Simone en Madrid, 1926.
- La casa de los solteros, 1927.
- El galán supersticioso o el matrimonio imposible, 1927.
- El vicio y la virtud en el Atlántico, 1927.
- Todo acabó bien, 1928.
- Germana y su fox, 1928.
- La amante vieja y el poeta, 1928.
- El capitán Malacentella, 1929.
- Pasión de artista, novela escénica en tres cuadros, 1929.
- Aquel hombre…, 1930.
- La encantadora señorita Irma, 1931.
- Las flechas del amor, 1932.
- El secreto de la abuela, 1936.
- La batalla sentimental, 1936.
- La curiosa impertinente, 1941.
- Dos muñecas de París, 1941.
- El tercer ladrón, 1952.
- Epicteto, 1952 (en la colección de novela breve «La hiel»).
- Sastre, 1952 (en la colección de novela breve «La hiel»).

### Colecciones de novelas breves
- Los días mejores, 1910.
- Amores primaverales, 1911.
- El deseo, 1912.

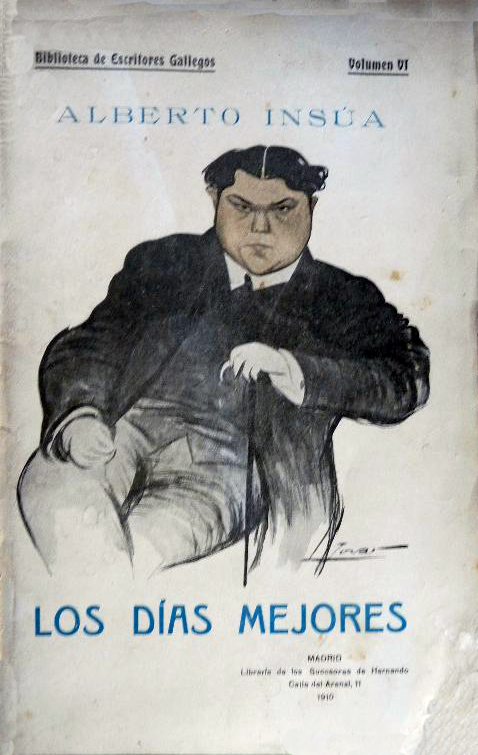
Los días mejores (1910)

- El alma y el cuerpo de Don Juan, 1915.
- Juventina la bella, 1921.
- Mi tía Manolita, 1926.
- Hombres y mujeres que aman, 1927.
- La segunda Salomé, 1931.
- La hiel, 1952.

### Cuentos
- «Espíritu Santo», 1906.
- «Remordimiento», 1908.
- «Confesión», 1910.
- «Historieta de las vestiduras trocadas», 1911.
- «La sabia», 1916.
- Cuentos dramáticos. 1910. Contiene «El imperdible», «El cómplice», «Espíritu Santo», «El jorobadito», «Pepino» y
- «Epílogo risueño».

### Dramas (fecha de su estreno)
- En familia, 1914.
- Nunca es tarde, 1914.
- Cabecita loca, 1914.
- El amor tardío, 1915.
- El bandido, 1915.
- La culpa ajena, 1916 (esta obra y las cinco anteriores fueron compuestas con la colaboración de Alfonso Hernández Catá).
- La madrileña, 1917.
- Una mano suave (en colaboración con Tomás Borrás), 1928.

### Ensayos
- Sobre beneficencia social. Memoria, presentada para su discusión en la Real Academia de Jurisprudencia y Legislación durante el curso 1904-1905. Madrid, Imprenta de la sucesora de M. Minuesa de los Ríos, 1905.
- Don Quijote en los Alpes, Madrid, Renacimiento, 1921 (edición definitiva).
- Los días mejores, Madrid, Librería de los sucesores de Hernando, Biblioteca de Escritores Gallegos, 1910.
- Páginas de la guerra. Por Francia y por la libertad, Madrid, Renacimiento, 1917.
- Nuevas páginas de la guerra, Madrid, Renacimiento, 1917.
- Evocación de Hernández-Catá. Conferencia, Buenos Aires, 1943.
- Mujeres de papel, Santa Fe, República Argentina, 1948.
- El problema del hambre. Juicios emitidos, en colaboración para este libro, por D. Jacinto Benavente, D. A. Palacio Valdés y Alberto Insúa, Madrid, Minuesa, 1932.

### Memorias
- Memorias I. Mi tiempo y yo, Madrid, Tesoro, 1952.
- Memorias II. Horas felices, tiempos crueles, Madrid, Tesoro, 1953.
- Memorias III. Amor, viajes y literatura, Madrid, 1959.

### Traducciones
- Maurice Barrès, El Greco o el secreto de Toledo, Madrid, Renacimiento, 1914.
- Edmond Jaloux, Lo demás es silencio, Madrid, Estrella, 1921.
- Edmond Louis Antoine Huot y Jules de Goncourt, La mujer en el siglo XVIII (1862), Buenos Aires, Luis D. Álvarez, 1946.
- Laure Permon duquesa de Abrantes, Portugal a principios del siglo XIX. Recuerdos de una embajadora, París, 1912; Madrid, Espasa-Calpe, 1945.